# Jimeno Íñiguez
Jimeno Íñiguez (n. ca. 1090) fue el segundo señor de Cameros.

## Biografía
Jimeno Íñiguez había nacido hacia 1090, era hijo de Íñigo Jiménez y de María González, hija de Gonzalo Núñez de Lara.
En 1116 gobernaba Punicastro para Alfonso el Batallador. En el año 1136 asoló la región del Ebro una plaga de langosta que devoró toda la hierba de la región y todo el fruto de la tierra. Este señor de Cameros era entonces gobernador de Calahorra y la plaga le agarró de lleno.
Su humor por aquellos días fue terrible ya que un beneficiario del cabildo de Calahorra, al pasar unas notas a un libro de oraciones, para recordar cuándo lo hizo, escribió que fue cuando "Xemen Erenchones" estaba "amarus et ferus multum", lo que equivale en hablar del hoy calagurritano a malhumorado y muy cabreado. 
Jimeno se casó con María Beltrán, posiblemente hija del conde Beltrán de Risnel. Fueron los padres de:
- Pedro Jiménez,[3] quien le sucedió como tercer señor de los Cameros.
- Rodrigo Jiménez
- Diego Jiménez,[3] quien sucedió a su hermano Pedro como cuarto señor de los Cameros.
- Sancho Jiménez
- Urraca Jiménez
- Teresa Jiménez, esposa de Lope Íñiguez de Mendoza[3]
- Sancha Jiménez
- María Jiménez

| Predecesor: Íñigo Jiménez | Señor de los Cameros | Sucesor: Pedro Jiménez |